# Jan Marczyk
Jan Marczyk (ur. 5 marca 1919 w Broku, zm. ?) – polski rolnik i działacz społeczny, poseł na Sejm PRL VI kadencji.

## Życiorys
Uzyskał wykształcenie podstawowe, pracował we własnym gospodarstwie rolnym. Pełnił funkcję kierownika orkiestry dętej Ochotniczej Straży Pożarnej w Broku. Zasiadał też w Miejskiej Radzie Narodowej w Broku i w Powiatowej Radzie Narodowej w Ostrowi Mazowieckiej (był w niej przewodniczącym Komisji Rolnictwa i Leśnictwa). Potem został wiceprzewodniczącym MRN w Broku. Od 1957 pełnił funkcję prezesa Koła Miejskiego, a w latach 1959–1962 prezesa Komitetu Powiatowego Zjednoczonego Stronnictwa Ludowego w Ostrowi Mazowieckiej, po czym był prezesem Koła Miejskiego ZSL w Broku. W 1972 uzyskał mandat posła na Sejm PRL w okręgu Ostrołęka. Zasiadał w Komisji Kultury i Sztuki.

## Odznaczenia
- Złoty Krzyż Zasługi
- Srebrny Krzyż Zasługi
- Odznaka 1000-lecia Państwa Polskiego
- Złota Odznaka „Zasłużony Działacz Kultury”